# Royaume bambara du Kaarta
 (décembre 2024).
Si vous disposez d'ouvrages ou d'articles de référence ou si vous connaissez des sites web de qualité traitant du thème abordé ici, merci de compléter l'article en donnant les références utiles à sa vérifiabilité et en les liant à la section « Notes et références ».
XVIIe siècle – 1854
Entités précédentes :
- Empire songhaï

Entités suivantes :
- Empire toucouleur

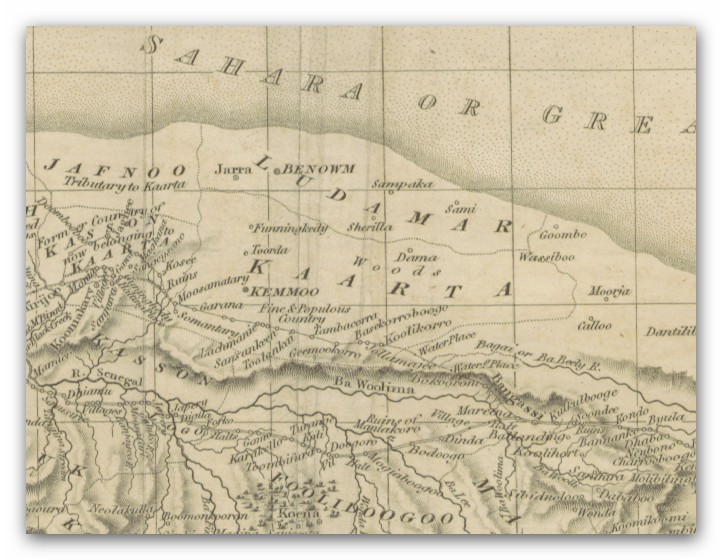
Royaume du Kaarta (1825)

Le royaume du Kaarta est une royaume historique ouest-africain, constitué au XVIIe siècle sur le cours supérieur du fleuve Sénégal. Son territoire fait de nos jours partie de la région de Nioro du Sahel, et région de Kita. dans l’ouest malien. Le royaume est conquis par Oumar Tall dans les années 1850. Il a pour capitale historique la localité de Diangounté Camara.  

## Histoire
Les prémices du royaume du Kaarta remontent, si l'on en croit la légende de Nioro, à la fondation vers 1635 de Sunsana près de Mourdia par Sunsan, fils de Niangolo. Le fils de Sunsan, Massa — « grand cultivateur et géniteur prolifique » — multiplie les razzias et fonde vers 1650, le long du fleuve Niger, le royaume de Kaarta qu'il dirige jusque 1710.
Le fils de Massa, Bénéfali (1710-1745) étend les limites du royaume. Son frère Foula Koro qui lui succède, est battu par Biton Coulibaly de Ségous. Diangounté  étant conquise, le royaume se déplace plus à l’ouest, avec Diangounté pour capitale.
La lutte entre Kaarta et Ségous reprend sous le règne de Desse Koro. Guémou est prise et détruite par Monzon Diarra.
Au début du XIXe siècle, le Kaarta se redresse. Le roi Moussa Kourabo (ou Moussokoro Bô) connu pour ses nombreuses batailles concluantes contre les Peuls du Fouta-Toro. En 1803, il soumet le petit royaume du Khasso.
Le royaume de Kaarta atteint son apogée sous le règne de Bodian Mariba (entre 1820 et 1830). Les armées du Kaarta razzient quelques royaumes lorgnants le fleuve Sénégal tel que le Galam, le Bambouk et le Saloum. Une lutte s’engage ensuite contre les Diawara, à l’issue du quel le Kaarta en sort perdant. Les Bambaras de Ségous attaquent de nouveau avec Massa Demba (1851-1854).

### Le conflit entre le Kaarta et l’empire Toucouleur d’El Hadj Oumar Tall
En 1854, le royaume de Kaarta est battu par El Hadj Oumar Tall à Nioro, qui défait et tue le roi Mamady Kandian. Cet épisode marque un tournant majeur dans l’histoire ouest-africaine, annonçant la montée de l’Empire toucouleur et le déclin des royaumes bambara. Les Massassi, un groupe bambara de Kaarta, s’allient par la suite à El Hadj Oumar Tall dans ses conquêtes, notamment pour la conquête de Ségous en 1861. C'est la fin des royaumes bambara, et les débuts de l'empire (dit « toucouleur ») d'Oumar Tall (qui marque le début de l'islamisation des Bambara), empire qui disparaîtra à son tour à la fin du XIXe siècle siècle face à la colonisation française.